# Адем Гайтани
Адем Гайтани (на албански: Adem Gajtani; на македонска литературна норма: Адем Гајтани) е поет и преводач от Социалистическа Република Македония, от албански произход.

## Биография
Роден е в 1935 година в Подуево, тогава в Югославия, днес в Косово. Завършва Юридическия факултет на Скопския университет. Работи като редактор на вестника „Флака е влазеримит“. Член е на Дружеството на писателите на Македония от 1973 година. Умира в 1982 година.